# Hithit.com
hithit.comは、2002年4月1日より開始されたFM NACK5のラジオ番組配信のために作られたサイト。2011年3月31日をもって番組配信を終了。

## 概要
オプティムのi7StreamingSpot（アイセブンストリーミングスポット）が配給している。NACK AFTER5・BEAT SHUFFLE・HITS! THE TOWN・ACCESS TO YOUが対象（出張スタジオ時は、放送なし。また、スタジオARCHEに出張スタジオの番組は放送）。あまり大々的には書かれていないが、ARDIJA HOT LINEも配信されていた。埼玉県の大宮駅西口、アルシェビル5階THE NACK5 TOWN内のSTUDIO ARCHEの映像とともにラジオ音声が提供され、無料で視聴できた。
2011年3月11日に発生した東日本大震災によりアルシェビルからの生放送が休止となったため番組配信も行われていなかったが、番組改編などを理由に2011年3月31日をもって番組の配信を終了した。

## 楽曲の著作権について
番組内で楽曲が放送されている間、インターネット配信は映像のみとなり音声は出力されない。大音量で聞くと効果音や曲の前奏が聞こえる。稀にスタッフのミスにより、効果音・ジングル（サウンドステッカーを除く）が流されるときがある。

## ライブ配信について
ライブ配信の視聴にはWindows Media Playerを使う。300kbpsとナローバンド用の帯域として56kbpsで提供され、無料で視聴できる。

## 配信しているもの
出演したゲストのメッセージ映像、アルシェスタジオから放送している番組を提供。